# Менгофен
Менгофен (нім. Mengkofen) — громада в Німеччині, знаходиться в землі Баварія. Підпорядковується адміністративному округу Нижня Баварія. Входить до складу району Дінгольфінг-Ландау.
Площа — 86,00 км2. Населення становить 6036 ос. (станом на 31 грудня 2020).